# Allsvenskan de 2019
O Campeonato de Futebol da Suécia de 2019 (Fotbollsallsvenskan 2019) decorreu no período de abril a novembro.
Este é o escalão principal do futebol sueco, e esta foi a 95ª edição desta prova

A competição foi disputada por 16 clubes, contando com os 3 novos participantes, promovidos da Superettan: o Falkenbergs FF, o Helsingborgs IF e o AFC Eskilstuna.
| Allsvenskan 2019                    |
| Sweden                              |
| ----------------------------------- |
| Djurgårdens IF Campeão (12º título) |

O campeão da temporada foi o Djurgården IF de Estocolmo, que conquistou o seu 12º título nacional, e se classificou para a Liga dos Campeões.
O 2º e 3º classificados - Malmö FF e Hammarby IF - ganharam a presença na Liga Europa.
Os despromovidos à Superettan no fim desta época foram o GIF Sundsvall e o AFC Eskilstuna.
O Kalmar FF disputou um playoff com o 3º colocado na Superettan - o Brage, e venceu o jogo, permanecendo assim no Allsvenskan.

| Clube           | Cidade      | Estádio                 | Capacidade |
| --------------- | ----------- | ----------------------- | ---------- |
| AFC Eskilstuna  | Eskilstuna  | Tunavallen              | 7 800      |
| AIK             | Solna       | Friends Arena           | 50 000     |
| BK Häcken       | Gotemburgo  | Rambergsvallen          | 6 000      |
| Djurgårdens IF  | Estocolmo   | Tele 2 Arena            | 30 000     |
| Falkenbergs FF  | Falkenberg  | Falcon Alkoholfri Arena | 5 565      |
| GIF Sundsvall   | Sundsvall   | Norrporten Arena        | 7 700      |
| Hammarby IF     | Estocolmo   | Tele2 Arena             | 30 000     |
| Helsingborgs IF | Helsingborg | Olympia                 | 16 000     |
| IF Elfsborg     | Borås       | Arena de Borås          | 16 899     |
| IFK Göteborg    | Gotemburgo  | Gamla Ullevi            | 18 416     |
| IFK Norrköping  | Norrköping  | Nya Parken              | 17 234     |
| Sirius          | Uppsala     | Studenternas IP         | 6 300      |
| Kalmar FF       | Kalmar      | Guldfågeln Arena        | 12 000     |
| Malmö FF        | Malmö       | Estádio Swedbank        | 24 000     |
| Örebro SK       | Örebro      | Behrn Arena             | 12 000     |
| Östersunds FK   | Östersund   | Jämtkraft Arena         | 6 000      |

| Estádios do Allsvenskan 2019              | Estádios do Allsvenskan 2019     | Estádios do Allsvenskan 2019     | Estádios do Allsvenskan 2019      |
| AFC Eskilstuna                            | AIK                              | BK Häcken                        | Djurgårdens IF                    |
| ----------------------------------------- | -------------------------------- | -------------------------------- | --------------------------------- |
| Tunavallen Capacidade: 7 800              | Friends Arena Capacidade: 50 000 | Bravida Arena Capacidade: 6 300  | Tele2 Arena Capacidade: 30 000    |
| Tunavallen                                | Friends Arena                    | Bravida Arena                    | Tele2 Arena                       |
| Falkenbergs FF                            | GIF Sundsvall                    | Hammarby IF                      | Helsingborgs IF                   |
| Falcon Alkoholfri Arena Capacidade: 5 565 | NP3 Arena Capacidade: 8 000      | Tele2 Arena Capacidade: 30 000   | Olympia Capacidade: 16 000        |
| Falcon Alkoholfri Arena                   | Norrporten Arena                 | Tele2 Arena                      | Olympia                           |
| IF Elfsborg                               | IFK Göteborg                     | IFK Norrköping                   | IK Sirius                         |
| Arena de Borås Capacidade: 16 200         | Gamla Ullevi Capacidade: 18 416  | Östgötaporten Capacidade: 16 000 | Studenternas IP Capacidade: 6 000 |
| Borås Arena                               | Gamla Ullevi                     | Östgötaporten                    | Studenternas IP                   |
| Kalmar FF                                 | Malmö FF                         | Örebro SK                        | Östersunds FK                     |
| Guldfågeln Arena Capacidade: 12 150       | Stadion Capacidade: 22 500       | Behrn Arena Capacidade: 12 645   | Jämtkraft Arena Capacidade: 8 466 |
| Guldfågeln Arena                          | Stadion                          | Behrn Arena                      | Jämtkraft Arena                   |